# بوب ثورب
بوب ثورب (بالإنجليزية: Bob Thorpe)‏ هو لاعب كرة قاعدة أمريكي، ولد في 12 يونيو 1935 في سان دييغو في الولايات المتحدة، وتوفي بنفس المكان في 17 مارس 1960 بسبب صعق كهربائي.

## وصلات خارجية
- بوب ثورب على موقعبيزبول رفرنس.كوم (الدوري الرئيسي) (الإنجليزية)
- بوب ثورب على موقعبيزبول رفرنس.كوم (الدوري الثانوي) (الإنجليزية)